# Асакадзе (1923)
Асакадзе (Asakaze, яп. 朝風) — ескадрений міноносець Імперського флоту Японії, який взяв участь у Другій світовій війні.
Корабель, який став другим (за датою закладання) серед есмінців типу «Камікадзе», спорудили у 1923 році на корабельні компанії Mitsubishi у Нагасакі.
На момент вступу Японії до Другої світової війни Асакадзе належав до 5-ї дивізії ескадрених міноносців, яка 29 листопада 1941-го прибула з Японії до Мако (важлива база ВМФ на Пескадорських островах у південній частині Тайванської протоки). 7 грудня Асакадзе разом зі ще одним есмінцем та легким крейсером вийшли для супроводу 3 важких крейсерів, які забезпечували дистанційне прикриття висадок кількох допоміжних десантів на півночі Філіппін. 14 грудня загін повернувся до Мако, а за кілька діб Асакадзе залучили в межах операцій з висадки головних сил у затоці Лінгайєн (північно-західне узбережжя острова Лусон), яка відбулась в ніч на 22 грудня.
Починаючи з 31 грудня 1941-го, Асакадзе разом з іншими численними есмінцями ескортував Третій Малайський конвой, який мав доправити з Формози чергову партію японських військ на півострів Малакка (вторгнення сюди почалось ще 8 грудня, у день нападу на Перл-Гарбор — тільки по інший бік лінії зміни дат). 8 січня 1942-го основна частина транспортів прибула до Сінгори (наразі Сонгкхла) в одній з найпівденніших провінцій Сіаму поблизу кордону з британською Малаєю. 10 січня Хатакадзе виходив для порятунку людей з судна «Акіта-Мару», що прямувало з Бангкоку до Сінгори та було торпедоване підводним човном. Надалі есмінець повернувся на Формозу.
На початку лютого 1942-го розпочався рух конвою в межах підготовки десанту на головний острів Нідерландської Ост-Індії — Яву. 6—10 лютого Асакадзе та ще один есмінець супроводили з Такао (наразі Гаосюн до Тайвані) до Камрані четверту групу транспортів із 8 суден. 18 лютого з Камрані вийшли 56 транспортів, при цьому первісно їх безпосередній ескорт складався з легкого крейсера та 10 есмінців (в тому числі Асакадзе), а 21 лютого в районі островів Анамбас до них приєднались ще один легкий крейсер та 5 есмінців. На підході до Яви конвой розділився на три основні загони, які рушили до визначених їм пунктів висадки. Асакадзе разом зі ще 5 іншими есмінцями та легким крейсером прикривали операцію в затоці Бантам (дещо менше ніж за сотню кілометрів на захід від Батавії). Висадка відбулась у ніч проти 1 березня, при цьому в якийсь момент поблизу з'явились два ворожі крейсери, які намагались вирватись у Індійський океан після поразки в битві у Яванському морі, що призвело до зіткнення, відомого як бій у Зондській протоці.
10—13 березня 1942-го Асакадзе супроводив конвой з Яви до Сінгапура. 19 березня він разом зі ще 3 есмінцями вирушив з Сінгапуру у складі охорони Першого Бірманського конвою, який перевозив підкріплення для японських сил, що вели наступ у Бірмі. 25 березня загін досягнув Рангуну та почав розвантаження. На початку квітня 1942-го з Сінгапуру рушив Другий Бірманський конвой під ескортом 2 есмінців. 4 квітня в районі Пенангу (важлива база на заході півострова Малакка) його зустріли Асакадзе та ще 2 есмінці, які перебрали на себе ескортування. 7 квітня конвой прибув до Рангуну.
23 квітня 1942-го Асакадзе повернувся до Сінгапуру, де пройшов доковий ремонт, після чого до лютого 1943-го діяв у Південно-Східній Азії. Зокрема, відомо, що з 17 травня по 2 червня 1942-го він займався патрульно-ескортною службою в районі Сабангу (острів біля північного завершення Суматри), у середині червня 1942-го здійснив похід з Пенангу до Нікобарських островів, в другій половині липня 1942-го виходив із Сінгапуру для якихось операцій на заході Нової Гвінеї.
Весну 1943-го Асакадзе провів, ескортуючи конвої між Такао (наразі Гаосюн на Тайвані) та японським портом Моджі (був базовим для перевезень у напрямку Південно-Східної Азії). 23 травня 1943-го есмінець прибув до Сасебо (обернене до Східнокитайського моря узбережжя Кюсю) для ремонту, по завершенні якого відновив ескортну службу на азійському напрямку.
У березні 1944-го Асакадзе залучили до транспортної операції «Хігаші Мацу» (Higashi Matsu), яка передусім мала за мету підсилення гарнізонів Маріанських островів, що тепер відносились до головного оборонного периметра імперії. 12 березня він разом з трьома іншими есмінцями та легким крейсером рушив з Кісарадзу (Токійська затока) на Сайпан у складі охорони конвою «Хігаші Мацу № 2». 19 березня загін прибув на Сайпан, а 24 березня — 1 квітня Асакадзе та ще один есмінець ескортували зворотний конвой до Йокогами.
З квітня 1944-го Асакадзе  повернувся до ескортування конвоїв у напрямку Південно-Східної Азії. Зокрема, разом з двома іншими есмінцями він входив до охорони конвою «Таке № 1», який рушив 21 квітня із Шанхаю з завданням доправити значні військові контингенти на Мінданао та Нову Гвінею. 26 квітня біля острова Лусон підводний човен потопив один з транспортів, загинуло майже 3 тисячі військовослужбовців. 28 квітня "Таке № 1" досягнув проміжного пункту призначення в Манілі, а 29 квітня «Асакадзе» долучився до охорони конвою TAMA-17, який невдовзі також прибув до Маніли. Є відомості, що 1 травня «Асакадзе» вийшов з Маніли для супроводу "Таке №1" на другому етапі, втім, він не пройшов з ним всього шляху до острова Хальмахера та відокремився для участі в ескортуванні конвою MAMI-09, що 5—9 травня прослідував з Маніли до центру нафтовидобутку Мірі на північному узбережжі острова Борнео. 
Наступними завданнями «Асакадзе» став супровід конвоїв MIMA-10 (Мірі — Маніла, 13—19 травня 1944-го), MATA-20 (Маніла — Такао, 24—28 травня), MI-07 (з Моджі через Манілу до Мірі, 11 червня — 2 липня), MISHI-04 (Мірі — Сінгапур, 5—9 липня), SHIMI-06 (Сінгапур — Мірі, 12—17 липня), MI-10 (19 липня — 2 серпня, конвой слідував з Мірі до Японії, проте Асакадзе залишився у Такао), MI-13 (на ділянці Такао — Маніла, 4—8 серпня). Під час прямування з останнім із названих конвоїв Асакадзе 7 серпня взяв участь у порятунку вцілілих з фрегата «Кусагакі», потопленого підводним човном. 
17 серпня 1944-го Асакадзе прибув з Маніли до Мако, щоб підсилили охорону конвою HI-71, який рушив у черговий перехід у напрямку Маніли. 18 серпня підводний човен пошкодив транспорт «Ейо-Мару», після чого Асакадзе разом зі ще одним есмінцем супроводив його до Такао, а потім повернувся до охорони конвою. 21 серпня HI-71 прибув до Маніли, а 26 серпня рушив далі до Сінгапура. Втім, Асакадзе вже не супроводжував його, оскільки 24 серпня під час виходу в район затоки Лінгайєн був торпедований американським підводним човном USS Haddo. Танкер «Ніджо-Мару» узяв пошкоджений есмінець на буксир та спробував довести його до розташованої за кілька десятків кілометрів затоки Дасол, проте під час цієї операції Асакадзе затонув.